# Wolfgang Sofsky
Wolfgang Sofsky, född 1952 i Kaiserslautern, är en tysk sociolog och författare. Han var tidigare professor vid Göttingens universitet. Sofsky tilldelades Geschwister-Scholl-Preis för boken Die Ordnung des Terrors: Das Konzentrationslager.